# Rubén Adelantado Turlo
Rubén Adelantado Turlo ( Benicàssim, 10 de enero de 1997) es un escritor valenciano de literatura fantástica.

## Biografía
El escritor nacido en Benicàssim ( Castellón ) ha publicado sendos libros de temática fantástica y distópica. Ha confesado su pasión por la lectura y la escritura desde muy joven. Actualmente de entre sus escritos, ha publicado tres libros en varios formatos ( físico y digital ).

## Obra publicada
Ha publicado dos libros que forman parte de la serie " Voluntad y poder ":
- Cristal de luna (2020, Editorial Adarve) [3]
- Caminante de mundos (2022, Editorial Adarve) [4]

Además ha publicado fuera de colección:
- EVA01 (2024, en formato digital) [5]